# Herb Faetano

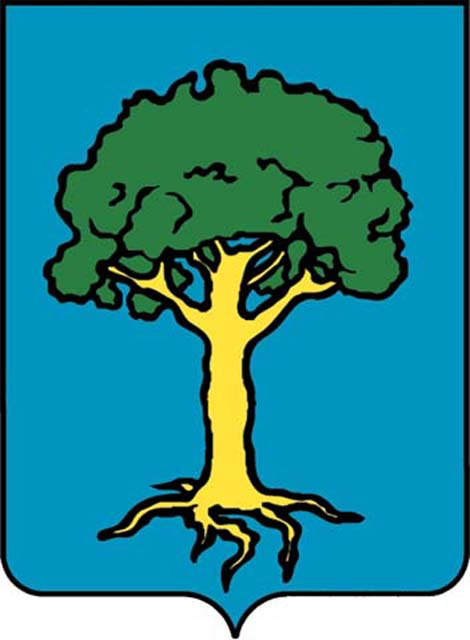
Herb Faetano

Herb grodu Faetano - przedstawia na tarczy kroju francuskiego w polu błękitnym drzewo( buk) o złotym pniu i korzeniach.
Herb w obecnej wersji przyjęty został 28 marca 1997 roku.
Herb znany od 1894 roku, w tej wersji pole herbu było złote.